# Japan Actuel's FC
Japan Actuel's FC is een Malagassische voetbalclub uit Antsirabe. In 2011 won de club het landskampioenschap. Tegenwoordig komt de club uit in de hoogste voetbalcompetitie van Madagaskar.

## Erelijst
| Nationaal     |    |      |
| Landskampioen | 1x | 2011 |